# Alclométasone
L'alclométasone est un médicament de type corticoïde.

## Usage médical
L'alclométasone est un corticostéroïde utilisé pour certaines affections cutanées. Cela comprend la dermatite atopique, le psoriasis et la dermatite de contact allergique.Le médicament est appliqué sur la peau.

## Effets secondaires
Les effets secondaires de ce médicament  comprennent des rougeurs, des irritations, de l'acné, un amincissement de la peau ou des vergetures . D'autres effets secondaires peuvent inclure le syndrome de Cushing ou une infection. La sécurité de ce médicament pendant la grossesse n'est pas claire. ref name="AHFS2022" />

## Histoire
Le médicament a été approuvé pour un usage médical aux États-Unis en 1982. Il est disponible sous forme de médicament générique. Aux États-Unis, 15 grammes coûtent environ 12 dollars américains en 2022. Au Royaume-Uni, 50 grammes coûtent au NHS environ 13 livres sterling.